# Kristinestads svenska samlyceum
Kristinestads svenska samlyceum är en skolbyggnad i Kristinestad. Skolan planerades av arkitekt Lars Sonck. Byggnaden uppfördes av "Cementbyggnadsaktiebolaget i Helsingfors" och den kunde invigas den 30 augusti 1925. Genom placeringen på Kyrkoberget dominerar skolan stadsbilden tillsammans med de två kyrkorna och rådhuset.
Byggnaden bygger på nyklassiska stilströmnigar som getts personligt monumental prägel. Skolan är en typisk hallbyggnad i delvis tre våningar. Den stora centralhallen sträcker sig genom två våningar. Hallen får ljus genom fönster på den västra sidan, medan de övriga sidorna upptas av pelargångar. Klassrum, lärarrum, bibliotek och festsal finns längs pelargångarna kring hallen. De klassiska dragen framhävs av kopior av  grekiska statyer som placerats framför pelarna. Skolans lystringssång "Där reser sig högt över berget en borg" fångar det intryck fastigheten ger i stadsbilden. Byggnaden används numera av det svenska Kristinestads gymnasium.

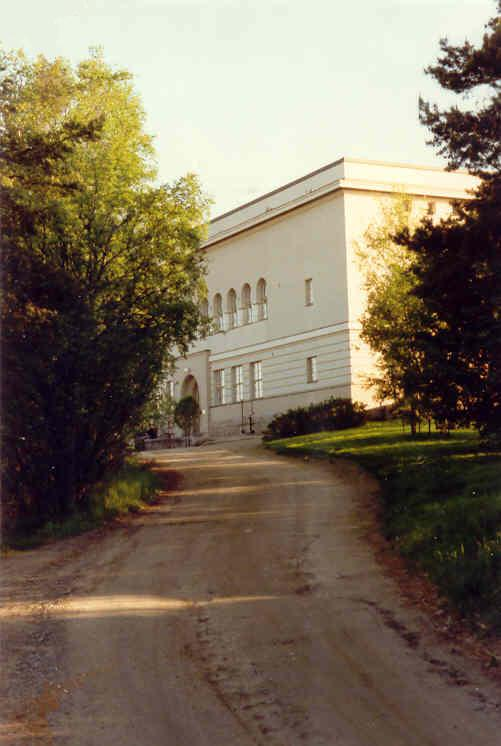
Kristinestads svenska samlyceum